# Vermiliopsis glandigerus
Vermiliopsis glandigerus är en ringmaskart som beskrevs av Gravier 1906. Vermiliopsis glandigerus ingår i släktet Vermiliopsis och familjen Serpulidae. Inga underarter finns listade i Catalogue of Life.